# Eurobeat
Eurobeat je převážně italský žánr pocházející z 90. let. Je to podžánr Italo Disca a Hi-NRG. V USA se někdy Eurobeat hudba kategorizovala jako „Hi-NRG“ (společně s některými freestyle music hity).
Eurobeat je také mimo jiné spojen s japonskou para para dance kulturou.

## Původ slova
Termín „eurobeat“ byl poprvé použit ve Velké Británii, aby popsal písně produkované britskou Motown verzí Stock, Aitken & Waterman, kteří psali hity kapelám a hudebníkům jako například Dead or Alive, Bananarama, Jason Donovan, Sonia, či Kylie Minogue. Tento britishebeat byl méně Hi-NRG orientován, než japonsko-italská verze.
Termín „Eurobeat“ se v Británii také používal pro konkrétní Italo Disco typu Sabrina Salerno a další.

### Termín „Eurobeat“ v Japonsku
V Japonsku se slovo „eurobeat“ používalo na italo-disco produkované v Německu či Itálii. Italo-disco importy se brzy spojovaly s noční Para Para kulturou, která vznikla v brzkých osmdesátých letech.
Tento nový styl se jevil jako velice populární v Japonsku, ale ve zbytku světa byl prakticky neznámý. V Japonsku tato hudba byla nazývána jako „eurobeat“.
Jelikož trh s eurobeat hudbou velice v Japonsku vycházel, italští producenti se tedy soustředlii především na něj a pro něj také vytvářeli hudbu.
Eurobeat je v Evropě málo známý žánr, přestože je produkován právě v Itálii.
V anime seriálu Initial D, jež je založen na manga komiksu od Shuichiho Shigena, se, především během závodních scén, rozezní Eurobeat hudba, což upoutalo pozornost ne-japonských anime fanoušků.
Eurobeat (v Japonsku) připomíná původy italo-disca, se kterými se synteticky experimentovalo. Typické znaky: stalá, přímočará, měnící se bass oktáva (Hi-NRG element), syntezátory (některé z nich představují například smyčce či dechy), perkuse v pozadí. Tyto zvuky jsou prokládané vokály a „přírodními“ akustickými nástroji typu piáno, či kytara (nejběžnější). Celý mix přináší střídavý melodický energický komplex.
V roce 1998, BEMANI, sesterská větev KONAMI vytvořila video taneční hru Dance Dance Revolution. Tato hra nabízí Eurobeat hudbu z labelu Dancemania (patří firmě Toshiba-EMI). KONAMI ještě vytvořila Para Para Paradise, video taneční hru plnou Eurobeat písní. Arkáda/Akční hra Sonic the Fighters od firmy SEGA obsahuje soundtrack ovlivněný eurobeatem.

## Eurobeat z japonského úhlu pohledu
Eurobeat se vyvinul z různých stylů od Hi-NRG, Space Disca, Italo-Disca, kanadského Disca a elektronické hudby, stylů které vznikly na přelomu sedmdesátých a osmdesátých let. V té době kdy Disco hudba přestávala být populární v USA vlivem velkého odporu. Zatímco moderní hudba se většinou rozlišuje podle jejich textů, Eurobeat se nerozlišuje jenom podle textů, ale podle syntetizovaných refrénů známých též jako Sabi (zkráceně pro Sabishagaru, což znamená připomenout si něco, někoho).
Podle tzv. sabi se Eurobeat dá rozložit na další podžánry, které mají typické znaky od rytmu po harmonii. Někdy může připomínat staré disco, někdy může být velmi „rychlé a veselé“ jako Happy Hardcore nebo Speed Music, nebo používat více el. kytar.
Další typická věc na Eurobeatu je ta, že hudebníci obvykle používají více pseudonymů, závisejících na „náladě“ konkrétní písně, atd. Například Ennio Zanini, jehož písně jsou obvykle úderné a rychlejší, si obvykle zvolí jméno jako „Fastway“, u těch vážnějších písní vybírá jména jako například „Dusty“.
Některé písně Eurobeat mohou připomínat známé „klasiky“: „Like a Virgin“, „Goodbye Yellow Brick Road“, „What is Love“, či „Station to Station“. Tyto písně mají stejná jména, ale nejsou to coververze.

## Eurobeat: Stylizace (pro Japonsko)
Jako většina hudebních stylů, i (moderní) Eurobeat má svůj typický „vzorec“, podle kterého je složena píseň:
| intro → riff (musical synth) → a melo (verse) → a melo2 (bridge) → a sabi (chorus) → riff (musical synth) → dokončení |
| --- |

Intro je úvodní část písně, riff je hudební část bez vokálů. Melo(die) je první sloka písně, to samé melo(die)2 .
Zvláštní je, že ten „typický vzorec“ má každá nahrávací společnost jiná:

### A Beat C
A-Beat C je zřejmě nejznámější label vůbec. A-Beat C byla v Japonsku uvedena kompilací VA – Super Eurobeat 9 (Avex Trax) v roce 1994. Producenti a hudebníci z tohoto labelu pracovali s Eurobeatem a Italo-Discem ještě předtím, než tento label vznikl, takže je možné tu „narazit“ na některé „známé tváře“.
Nejznámější autoři A-Beat C: Dave Rodgers, Powerful T, Norma Sheffield and Futura. Po roce 2007 spousta producentů a hudebníků tento Eurobeat label opustila, mezi nimi jsou Domino, Sandro Oliva, Matt Land, Mega NRG Man, Lolita, the Go Go Girls, Neo, Nuage, Annerley Gordon, Kiko Loureiro, Mickey B., atd.
V současnosti je A-Beat C kritizován ze strany fanoušků, jelikož se domnívají, že nejnovější nahrávky jsou „špatně produkovány, chabé, opakující se a bez inspirace“.
Významné A-Beat C písně:
- „Try Me“ – Lolita
- „Space Boy“ – Dave Rodgers
- „Sunday“ – Nuage
- „Hurricane“ – Karen

„Fever the Night“ – Matt Land
Současné významné písně:
- „Speedy Runner“ – King & Queen
- „A Neverending Night“ – Mickey B.
- „Dance In My Town“ – Dave & Futura
- „Deja Vu“ – Dave Rodgers

### Delta
Delta patří mezi starší eurobeat labely. Byla vytvořena v roce 1995, kdy producent A. Leonardi z A-Beat C, L. Newfield & C. Moroni z Time spojili své síly, aby vytvořili nový Eurobeat label. První Super Eurobeat album, které mělo i Delta skladby, bylo Vol, 64. Delta také měla jeden velký hit, tím byl Marko Polo – „Money Go! So“, postupně Delta měla víc a víc hitů. Do Delty spadají Marko Polo, Niko, Vicky Vale, Cherry, Pizza Girl, Suzy Lazy, Max Coveri, Dr. Love.
Významné Delta písně:
„Doctor Love“ – Dr. Love
„Killing My Love“ – Leslie Parrish
„Running In the 90's“ / „Golden Age“ – Max Coveri
„Crazy For You“ – Pizza Girl
Současné významné písně:
„Full Metal Cars“ – Daniel
„Burning Up The Night (Total Fire)“ – 2 Fast
„Set Me Free“ – Cherry

## Eurobeat kompilace
Existuje spousta Eurobeat kompilací, tou nejznámější je Super Eurobeat a různé „Super Eurobeat presents...“ kompilace, publikované společností Avex Trax.
- Aerobeat Eurobeat
- Eurobeat Masters
- EuroPanic!
- Euromach
- Eurobeat Disney
- Eurobeat Flash
- Gazen ParaPara!!
- LovePara²
- Maharaja Night
- Maharaja Night – Hi NRG Revolution
- ParaPara Paradise
- Super Euro Best
- Super Euro Christmas
- That's Eurobeat
- The Early Days of SEB
- Tokio Hot Nights
- VIP Mega Euro Star

## Eurobeat labely
- A-Beat C / Rodgers Music
- Delta
- Dima Music
- Farm Records
- GoGo's Music
- Hi-NRG Attack
- LED Records (a Vibration, Eurobeat Masters)
- The S.A.I.F.A.M. Group (a Boom Boom Beat, Asia Records, atd)
- SCP Music
- Sinclaire Style
- The Paradise Last
- Time Records
- Eurogrooves